# Леа Полонскі
Леа Полонскі (0 грудня 2002) — ізраїльська плавчиня. Учасниця Чемпіонату світу з водних видів спорту 2022, де змогла потрапити до півфіналу на дистанції 200 метрів батерфляєм, а на дистанції 200 метрів комплексом не потрапила до півфіналу. А ще змагалася в кількох естафетах.